# Торф моховий
Торф моховий (рос. торф моховый, англ. moss peat; Moostorf m) — група торфів верхового, низинного і перехідного типів, що містять, без урахування гумусу, 70 % і більше залишків мохів, до 10 % залишків деревних і чагарникових рослин, інше — трав'янисті рослини. Міра розкладання Т.м. низинного типу 12-28 %, верхового типу 5-22 %. Вологість М.т. в неосушених покладах 91-95 %, повна вологоємність 7,8-15,0 кг/кг (гіпновий низинний торф), у верхового типу від 11 до 30 кг/кг. Зольність М. т. 3,5-9,5 % (низинний тип) і 1,1-3,5 % (верховий тип), сер. теплота згоряння горючої маси 22,7 МДж/кг (низинний тип) і 21,4 МДж/кг (верховий тип).

## Інші види торфу
| - Фускум-торф - Фрезерний торф - Магелланікум-торф - торф вербовий - торф верховий - торф гіпновий | - торф деревний - торф деревно-моховий - торф деревно-трав'яний - торф мезотрофний - торф моховий - торф низинний - торф перехідний | - торф похований - торф сфагновий - торф трав'яний - торф тростинний - торф хвощевий - торф шейхцерієвий - торф ялинковий |